# Jean Filliozat
Jean Filliozat (Parigi, 4 novembre 1906 – Parigi, 27 ottobre 1982) è stato uno storico delle religioni e orientalista francese.
Laureatosi in medicina a Parigi nel 1930, Jean Filliozat studiò le lingue orientali all'Institut national des langues et civilisations orientales, sempre di Parigi, conseguendone il diploma nel 1935. Si occupò quindi di Storia della medicina con particolare riguardo a quella greca, persiana e indiana, approfondendo la psicofisiologia dello yoga. Nel 1941 fu nominato direttore del École pratique des Hautes Études, carica che conserverà fino al 1978, e, nel 1952,  professore al Collège de France. Negli stessi anni pubblica insieme a Louis Renou e a Olivier Lacombe  i due importanti volumi di indianistica: Inde classique, pubblicati a Parigi nel 1947 e ad Hanoi nel 1953.
Dopo aver effettuato numerosi soggiorni in India e in Indocina Filliozat, nel 1955 (fino al 1977) divenne direttore dell'Institut français d'Indologie a Pondichéry e, nel 1956 (fino al 1977), direttore dell'École française d'Extrême-Orient.
L'attività di ricerca di Jean Filliozat ha spaziato dalla Storia delle religioni alla Storia della medicina con i suoi rapporti con la magia e il misticismo (La doctrine classique de la médecine indienne, 1949). Filliozat si è interessato anche dei rapporti tra l'India e l'impero di Alessandro Magno e quello romano. 

## Opere

### Testi
- Etude de démonologie indienne. Le Kumâratantra de Râvana et les textes parallèles indiens, tibétains, chinois, cambodgiens et arabes. Paris. Cahiers de la Société Asiatique, IV, 1937.
- Magie et médecine. Paris. Presses Universitaires, Collection Mythes et Religions, 1943.
- La doctrine classique de la médecine indienne. Ses origines et ses parallèles grecs. Paris, Imprimerie Nationale, 1949
- (con Louis Renou) L'Inde classique. Paris, Manuel des études indiennes, 1953.
- Les relations extérieures de l'Inde. Pondichéry, Institut français d'indologie (PIFI, 2), 1956.
- Un texte de la religion Kaumâra. Le Tirumurukârrupatai. Pondichéry, Institut français d'indologie (PIFI, 49), 1973.
- Yogaçataka. Texte médical attribué à Nâgârjuna. Pondichéry, Institut français, d'indologie, (PIFI, 62), 1979.
- (in collaborazione con J. André), L'Inde vue de Rome. Textes latins de l'antiquité relatifs à l'Inde. Paris, Les Belles Lettres, 1986.
- Les philosophies de l'Inde. Paris, PUF, 1970

### Articoli scientifici
- La théorie grecque des humeurs et la médecine indienne , Revue Hippocrate, 1933
- La force organique et la force cosmique dans la philosophie médicale de l'Inde et dans le Veda, Revue Philosophique, nov.-déc . 1943
- La doctrine des brâhmanes d'après Saint Hippolyte, Revue de l'Histoire des Religions, 1945
- Les inscriptions de Vîrapatnam, C.R.Ac. des Inscr. et B.L., 1947
- Alexandre et l'Inde, L'information historique, 1947
- Le sommeil et les rêves selon les médecins indiens et les physiologues grecs, Journal de Psychologie, 1947
- Le sanskrit analogue du latin dans l'Inde ancienne et actuelle , Revue Rythmes du Monde, 1947
- Les deux Asoka et les conciles bouddhiques, Journal Asiatique, 1948
- L'interprétation occidentale de la pensée indienne, Revue Éducation, 1949
- Taoïsme et Yoga, Revue Dân Viët Nam, 1949
- Pensée antique et science moderne, Revue France-Asie, 1950
- Continence et sexualité dans le bouddhisme et dans le Yoga, Etudes carmélitaines, 1951